# Выборы в Тамбовскую областную думу (2016)
Выборы депутатов Тамбовской областной думы шестого созыва состоялись в Тамбовской области 18 сентября 2016 года в единый день голосования, одновременно с выборами в Государственную думу РФ. Выборы проходили по смешанной избирательной системе: из 50 депутатов 25 избирались по партийным спискам (пропорциональная система), остальные 25 — по одномандатным округам (мажоритарная система). Для попадания в областную думу по пропорциональной системе партиям необходимо преодолеть 5%-й барьер. Срок полномочий депутатов — пять лет.
На 1 июля 2016 года в области было зарегистрировано 853 624 избирателя. Явка составила 49,08 %.

## Ключевые даты
- 17 июня Тамбовская областная дума назначила выборы на 18 сентября 2016 года (единый день голосования).[2]
  - 21 июня постановление о назначении выборов было опубликовано в СМИ.[3]
- 21 июня Избирательная комиссия Тамбовской области утвердила календарный план мероприятий по подготовке и проведению выборов.[3]
- с 22 июня по 22 июля — период выдвижения кандидатов и списков.[3]
  - агитационный период начинается со дня выдвижения и заканчивается и прекращается за одни сутки до дня голосования.[3]
- с 9 по 24 июля — период представления документов для регистрации кандидатов и списков.[3]
- с 20 августа по 16 сентября — период агитации в СМИ.[3]
- 17 сентября — день тишины.[3]
- 18 сентября — день голосования.

## Участники

### Выборы по партийным спискам
По единому округу партии выдвигали списки кандидатов. Для регистрации выдвигаемого списка партиям требовалось собрать от 4277 до 4704 подписей избирателей (0,5 % от числа избирателей).
| 1 | Справедливая Россия                                              | Сергей Миронов                                          | 17 | 36 | зарегистрирован                                                  |
| 2 | Яблоко                                                           | Сергей Резников • Николай Пивоваров • Владислав Маняхин | 13 | 17 | зарегистрирован                                                  |
| 3 | ЛДПР — Либерально-демократическая партия России                  | Владимир Жириновский • Игорь Телегин                    | 20 | 51 | зарегистрирован                                                  |
| 4 | Коммунистическая партия Российской Федерации                     | Андрей Жидков • Александр Жалнин • Виктор Полежаев      | 25 | 52 | зарегистрирован                                                  |
| 5 | Родина                                                           | Роман Худяков • Лариса Романина • Дмитрий Кислинский    | 20 | 42 | зарегистрирован                                                  |
| 6 | Единая Россия                                                    | Александр Никитин • Евгений Матушкин • Валерий Петров   | 25 | 78 | зарегистрирован                                                  |
| — | Добрых дел, защиты детей, женщин, свободы, природы и пенсионеров |                                                         | 20 | 30 | отказано в заверении (неправильно оформлены региональные группы) |
| *Региональная группа соответствует одному или двум одномандатным округам и должна включать от 1 до 3 кандидатов. Региональных групп должно быть от 13 до 25. |                                                                  |                                                         |    |    |                                                                  |
| **Без учёта выбывших кандидатов. Общее число кандидатов должно быть от 14 до 78 человек.                                                                     |                                                                  |                                                         |    |    |                                                                  |

### Выборы по округам
По 25 одномандатным округам кандидаты выдвигались как партиями, так и путём самовыдвижения. Кандидатам требовалось собрать 3 % подписей от числа избирателей соответствующего одномандатного округа.
| Партия | Партия              | Кандидатов | Кандидатов       |
| Партия | Партия              | Выдвинуто  | Зарегистрировано |
| ------ | ------------------- | ---------- | ---------------- |
|        | Единая Россия       | 25         | 25               |
|        | КПРФ                | 25         | 24               |
|        | ЛДПР                | 23         | 23               |
|        | Родина              | 13         | 0                |
|        | Справедливая Россия | 24         | 24               |
|        | Яблоко              | 1          | 1                |
|        | Самовыдвижение      | 2          | 1                |
| Всего  | Всего               | 113        | 96               |

## Результаты
| Место                      | Место                      | Партия                     | по областным спискам | по областным спискам | по областным спискам | по одно- мандатным округам | всего         | всего |
| Место                      | Место                      | Партия                     | Голоса               | %                    | Получено мест        | Получено мест              | Получено мест | %     |
| -------------------------- | -------------------------- | -------------------------- | -------------------- | -------------------- | -------------------- | -------------------------- | ------------- | ----- |
|                            | 1.                         | «Единая Россия»            | 261 349              | 62,25 %              | 19                   | 25                         | 44            | 88 %  |
|                            | 2.                         | КПРФ                       | 49 978               | 11,90 %              | 3                    | 0                          | 3             | 6 %   |
|                            | 3.                         | «Родина»                   | 37 038               | 8,82 %               | 1                    | 0                          | 1             | 2 %   |
|                            | 4.                         | ЛДПР                       | 35 903               | 8,55 %               | 1                    | 0                          | 1             | 2 %   |
|                            | 5.                         | «Справедливая Россия»      | 22 832               | 5,44 %               | 1                    | 0                          | 1             | 2 %   |
|                            |                            |                            |                      |                      |                      |                            |               |       |
|                            | 6.                         | «Яблоко»                   | 4948                 | 1,18 %               | 0                    | 0                          | 0             | 0 %   |
|                            |                            | Самовыдвижение             | —                    | —                    | —                    | 0                          | 0             | 0 %   |
| Недействительные бюллетени | Недействительные бюллетени | Недействительные бюллетени | 7763                 | 1,85 %               |                      |                            |               |       |
| Всего                      | Всего                      | Всего                      | 419 811              | 100 %                | 25                   | 25                         | 50            | 100 % |